# Gangsta Gangsta
Gangsta Gangsta är den andra singeln av den amerikanska gangstarapgruppen N.W.A från albumet Straight Outta Compton, släppt 5 september 1988. Singeln finns även på samlingsalbumen Greatest Hits och The Best of N.W.A: The Strength of Street Knowledge, och även i spelet Grand Theft Auto V (tillsammans med "Appetite for Destruction").

## Låtlista
| Nr | Titel                              | Längd |
| -- | ---------------------------------- | ----- |
| 1. | "Gangsta Gangsta" (Radio Edit)     | 5:36  |
| 2. | "Something Like That" (Radio Edit) | 3:35  |
| 3. | "Gangsta Gangsta" (Instrumental)   | 4:04  |
| 4. | "Quiet On Tha Set"                 | 3:59  |
| 5. | "Something 2 Dance 2"              | 3:32  |